# 6945 Dahlgren
6945 Dahlgren (1980 FZ3) là một tiểu hành tinh vành đai chính được phát hiện ngày 16 tháng 3 năm 1980 bởi Lagerkvist, C.-I. ở La Silla.